# ایلیا پرووخین
ایلیا پرووخین (روسی: Илья Алексеевич Первухин؛ زادهٔ ۶ ژوئیهٔ ۱۹۹۱) ورزشکار اهل روسیه است.
وی در مسابقات کشوری و بین‌المللی در مجموع برندهٔ ۵ مدال طلا، ۵ مدال نقره، ۴ مدال برنز شده‌است.